# 费利克斯·维克-达齐尔

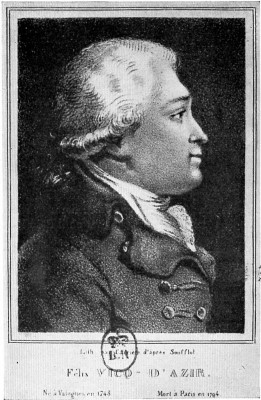
费利克斯·维克-达齐尔

费利克斯·维克-达齐尔（法語：Félix Vicq-d’Azyr，法語發音：[feliks vik daziʁ]；1748年4月23日—1794年6月20日），法国医生，解剖学家。被誉为比较解剖学以及生物同源理论的奠基人。他在神经解剖学领域也有重要的发现。1788年成为法兰西学术院院士。此外，他还曾担任的玛丽·安托瓦内特王后的医生。1794年病卒。